# Josiah Gorgas
Josiah Gorgas (1. juli 1818 – 15. maj 1883) var en af nogle få konføderede generaler i den amerikanske borgerkrig, som var født i Nordstaterne. Som chef for hærens materiel lykkedes det ham at holde de konfødererede hære forsynet me båven og ammunition trods Unionens blokade af Sydstaternes havne, og trods det at Syden stort set havde en egen våbenindustri inden krigen brød ud. Han skrev dagbøger under borgerkrigen, som nu er et populært studieobjekt for historikere. 

## Tidlige år
Josiah Gorgas blev født i Dauphin County i Pennsylvania. Han var født i fattigdom og blev sat til at arbejde inden han fik en uddannelse. Han blev optaget på West point og fik sin eksamen som nr. 6 i sin årgang i 1841. Herefter blev han overført til materiel afdelingen. Han rejste til Europa for at studere arsenaler. Han gjorde tjeneste i den Mexicansk-amerikanske krig og blev forfremmet til kaptajn i 1855. I 1853 giftede han sig med Amelia Gayle Gorgas, som var datter af den tidligere guvernør i Alabama John Gayle. I 1854 blev deres første søn William Crawford Gorgas, som senere blev den amerikanske hærs generallæge født. Gorgas gjorde tjenester i arsenaler i forskellige dele af landet inden borgerkrigen brød ud. Han havde kommandoen over Frankford Arsenal, da han tog sin afsked fra den amerikanske hær. 

## Borgerkrig
Selv om det betød, at han kom i modstrid med sin familie fulgte han sin kone ud af Unionen, flyttede til Richmond og blev chef for hærens materiel i Konføderationen. I denne stilling arbejdede han med at bygge en våbenindustri op fra bunden omtrent. Syden havde ingen støberier bortset fra Tredegar Iron Works. Der var ingen riffelfabrikker bortset fra små arsenaler i Richmond og Fayetteville i North Carolina, foruden de erobrede maskiner fra Unionens våbenfabrik i Harpers Ferry. Gorgas grundlagde våbenfarikker og støberier, fandt alternative kilder af salpeter og byggede en stor krudtmølle i Augusta i Georgia, som formentig var den mest effektive i verden. 
Han byggede et centrallaboratorium i Macon og forøgede handelen med udlandet ved hjælp af blokadebrydere. Takket være hans indsats manglede sydstaternes hære aldrig våben, mens der var mangel på næsten alt andet. Den 19. november 1864 blev Gorgas forfremmet til brigadegeneral.

## Efter krigen
Efter krigen forsøgte Gorgas uden held at drive et jernværk ved Brierfield i Alabama. I juli 1869 fik Gorgas en stilling ved det nye University of the South i Sewanee i Tennessee. I 1878 blev han valgt til præsident for University of Alabama og flyttede til det hus, som fortset kaldes Gorgas House. Han beholdtdenne post indtil sygdom tvang ham til at skifte til en mindre krævende post som Universitetets bibliotekar. Da han døde i 1883 blev hans kone bibliotekar i stedet. Universitetets hovedbibliotek hedder Amelia Gayle Gorgas Library.

## Eksterne links
- Brigadegeneral Josiah Gorgas- den tredje af "Sewanee's Five Generals" Arkiveret 17. februar 2006 hos  Wayback Machine
- Smithsonian: West Point i skabelsen af Amerika